# Sydney Ayres
Sydney Ayres właś. Daniel Sydney Ayres (ur. 28 sierpnia 1879 w Nowym Jorku, zm. 9 września 1916 w Oakland) – amerykański aktor, reżyser i scenarzysta filmowy.